# 蒂柯鮨
蒂柯鮨，為輻鰭魚綱鱸形目鱸亞目鮨科的其中一種，分布於東太平洋的Isla del Coco海域，體長可達8.5公分，生活在沙石底質海域或礁石區，為底棲性魚類，屬肉食性，生活習性不明。

## 擴展閱讀
維基物種上的相關：蒂柯鮨